# Kalynowe (Bila Zerkwa)
Kalynowe (ukrainisch Калинове; russisch Калиново Kalinowo) ist ein Dorf im Süden der ukrainischen Oblast Kiew mit etwa 1400 Einwohnern (2010).

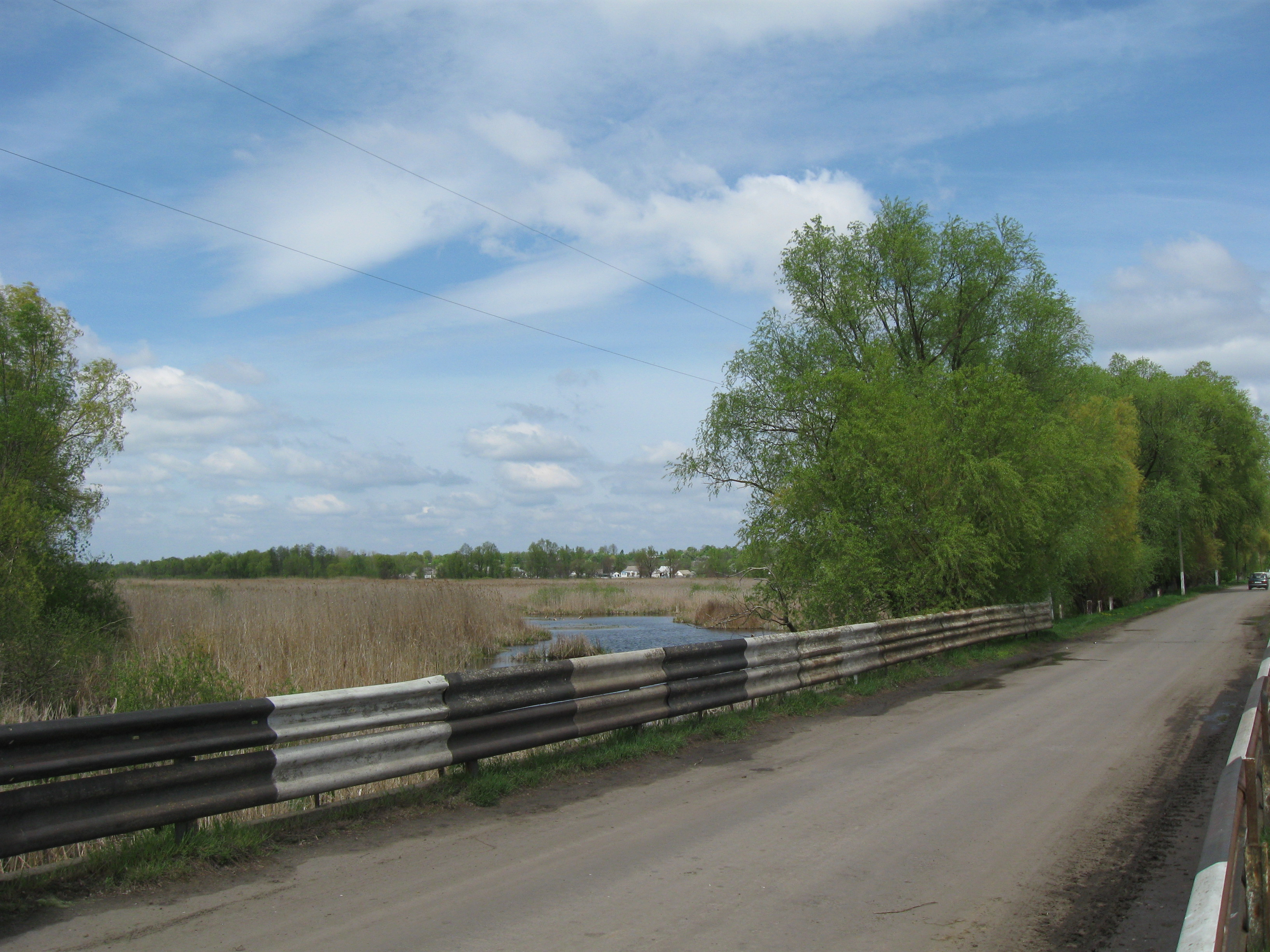
Straße beim Ort

Das 1622 erstmals erwähnte Dorf hieß zwischen 1938 und 2016 Tschapajewka (ukrainisch Чапаєвка) und liegt im Dneprhochland auf 189 m Höhe am Ufer des Hnylyj Tikytsch 23 km südlich vom ehemaligen Rajonzentrum Taraschtscha und 18 km östlich von Stawyschtsche.
Am 12. Juni 2020 wurde das Dorf ein Teil der neugegründeten Stadtgemeinde Taraschtscha, bis dahin bildete es die gleichnamige Landratsgemeinde Kalynowe (Калиновецька сільська рада/Kalynowezka silska rada) im Süden des Rajons Taraschtscha.
Am 17. Juli 2020 kam es im Zuge einer großen Rajonsreform zum Anschluss des Rajonsgebietes an den Rajon Bila Zerkwa.